# Pegatina

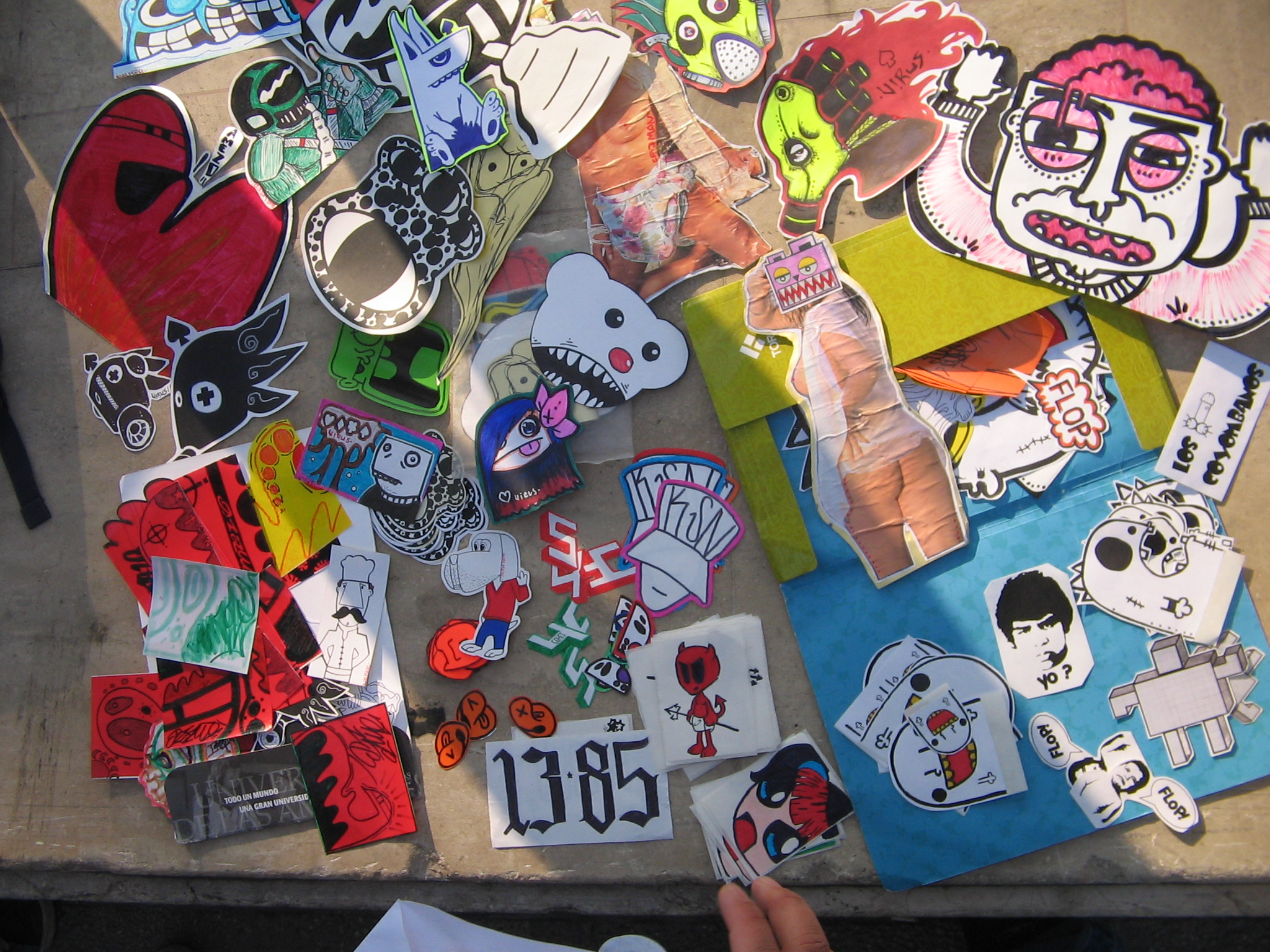
Diferentes pegatinas con dibujos.

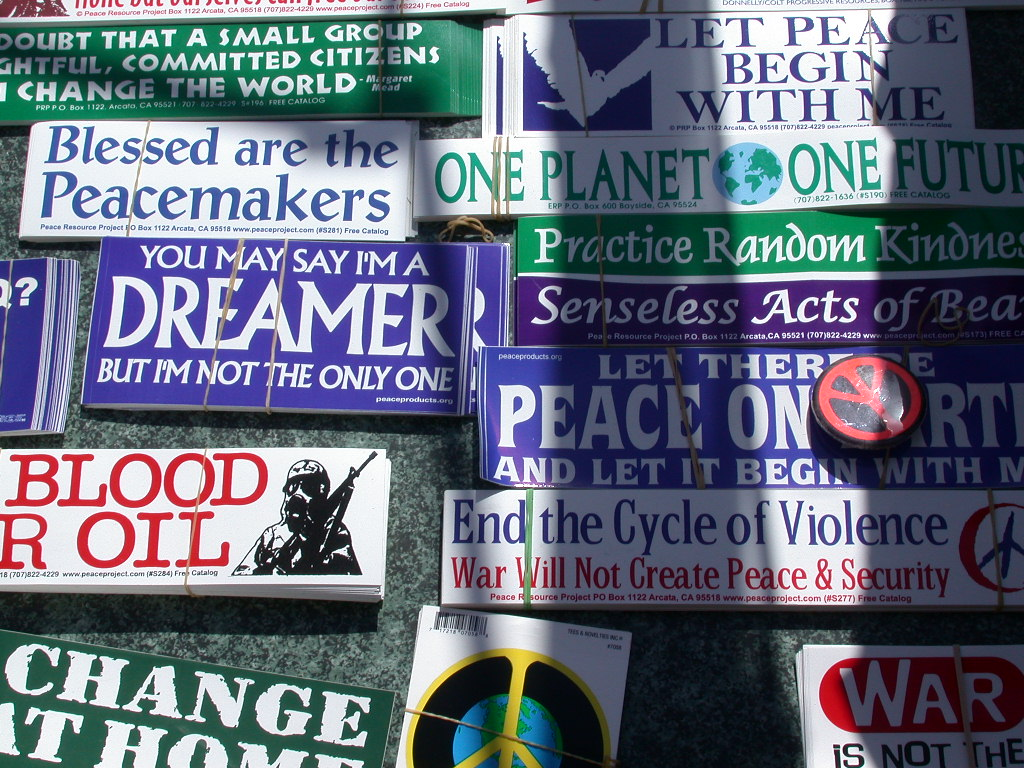
Conjunto de pegatinas.

Una pegatina o adhesivo  («sticker», en inglés) es un soporte de texto o imágenes impresas o serigrafiadas sobre una lámina de vinilo o papel en cuya parte posterior se ha dispuesto de una fina capa de adhesivo. En un principio, esta lámina va pegada sobre un papel siliconado o ««transfer»» con el fin de mantener la capacidad de adhesión hasta el momento en que se decida fijar esta lámina sobre otra superficie de forma definitiva.
Algunas pegatinas no necesitan la capa adhesiva, ya que se colocan sobre superficies muy lisas, como el cristal o la cerámica, y la fijación se realiza por efecto electrostático. 
Las elaboradas a base de vinilo, son un adhesivo pegado a una película que le sirve de soporte y se retira una vez que instalado y se utilizan también para la decoración de interiores y exteriores.

## Etiqueta de bombardeo

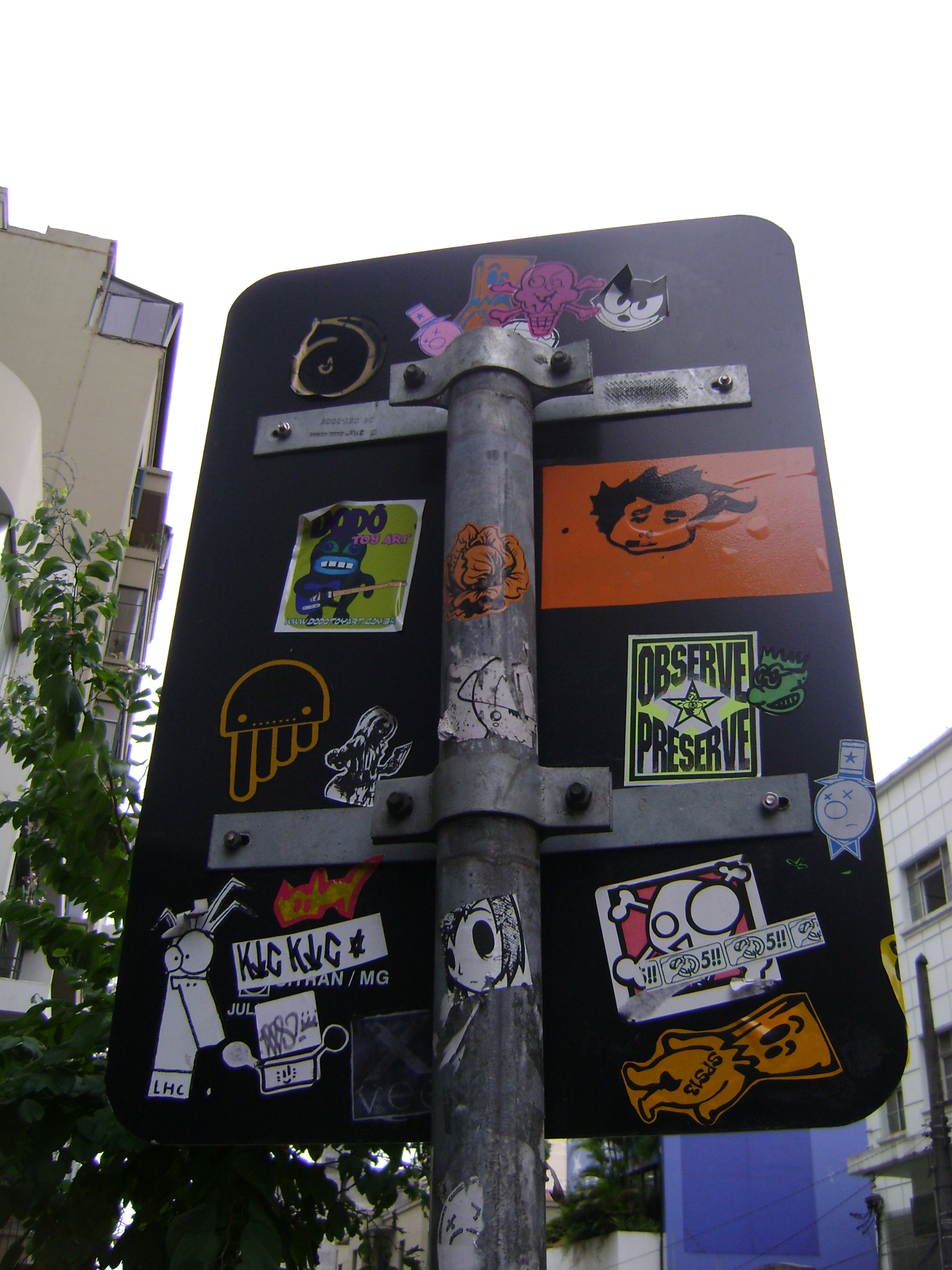
Etiqueta de bombardeo en São Paulo, Brasil.

El «sticker art» (también conocido como etiqueta de bombardeo, bofetada de marcado, etiquetado y etiqueta) es una forma de arte callejero, una subcategoría de arte posmoderno en el que una imagen o mensaje aparece públicamente usando etiquetas adhesivas, encontrándose emparentado con la técnica del grafiti. Estas pegatinas pueden promover un programa político, comentario o cuestión social o política, una campaña de arte vanguardista, entre muchas otras temáticas. Suelen tener una frase o encontrarse representado un dibujo o «street logo», en ocasiones acompañado de la firma del autor, donde se quiere dar a conocer un ícono característico y romper con el gris de la ciudad.
Como en todo con las pegatinas hay mucha variedad, pero principalmente se usa papel autoadhesivo o vinilo. Podemos también encontrar pegatinas a color y en blanco y negro. A veces son dibujados a mano, otras veces son impresos o realizados por medio de procesos como la serigrafía.

### Combos

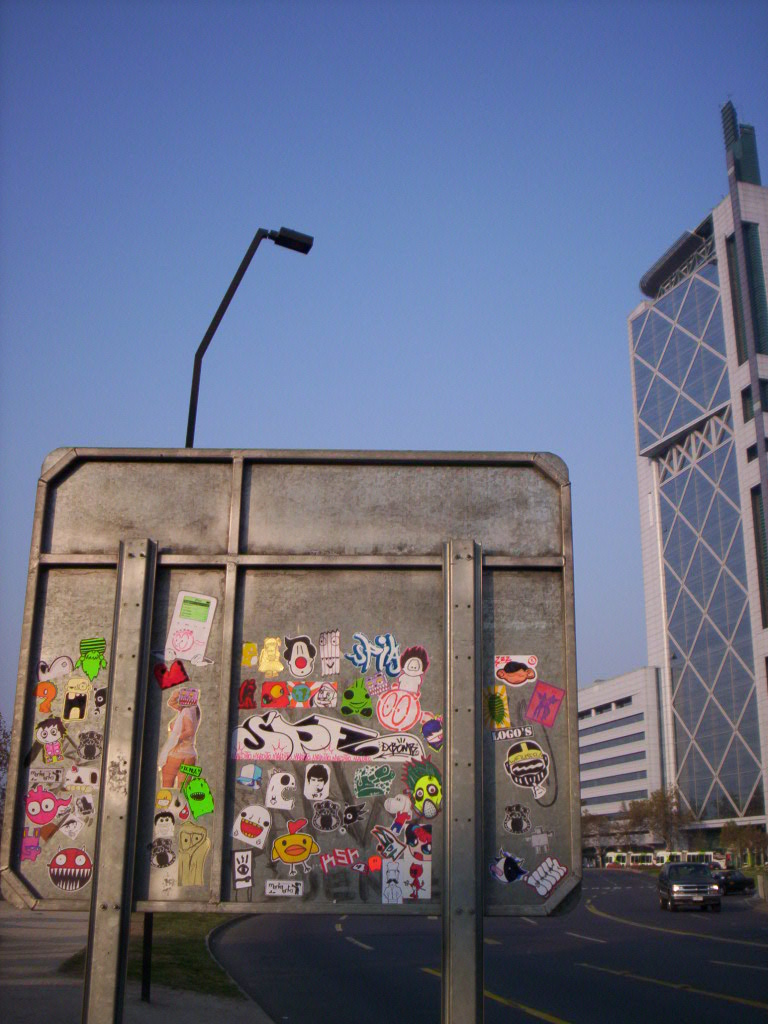
Combo realizado en señalética en el sector de Plaza Italia, en Santiago de Chile.

En el mundo de los stickers hay una gran tradición de intercambio con otros creadores de todo el planeta. Esto se hace por varios motivos, la mayoría posee un book o lugar donde va coleccionando las pegatinas de los diferentes intercambios. También con estos cambios (changes), se puede llegar con su obra a nuevos lugares, ciudades o países extranjeros, ya que las pegatinas se intercambian para ser pegados en la ciudad de destino. Estos intercambios se suelen realizar por correo y también se puede enviar el diseño para ser impreso por el receptor.
De estos intercambios surgen los "combos", que consisten en pegar en un mismo espacio un número considerable de pegatinas de varios autores. Estos también pueden surgir de un encuentro planificado en la que varias personas peguen sus pegatinas a la vez, o simplemente que poco a poco un punto se va llenando de pegatinas de son colocados.